# Cinclodes excelsior
Cinclodes excelsior là một loài chim trong họ Furnariidae.